# オープン・ハンド
オープン・ハンド(Open Hand)は、アメリカのロックバンド。1999年にカリフォルニア州ハリウッドで結成。自主レーベルでEP『Radio Days』『Evolution』を発表した後、MxPxらのサポートツアーを行う。2002年にTrustkill Recordsと契約。2003年にそれまでのEPの編集盤『The Dream』をリリース。2005年に2ndアルバム『You and Me』、2010年に5年ぶりのアルバム『Honey』をリリース。

## 作品

### アルバム
- Live at CBGB （2002年） ※ライブアルバム
- The Dream （2003年）
- You and Me （2005年）
- Honey （2010年）
- Weirdo (2021年)

### EP
- Radio Days （1998年）
- Evolution （2000年）
- The Mark Of The Demon （2011年）